# Ischnomesus latimanus
Ischnomesus latimanus is een pissebed uit de familie Ischnomesidae. De wetenschappelijke naam van de soort is voor het eerst geldig gepubliceerd in 1971 door Birstein.